# Gran Premio d'Olanda 1984
Il Gran Premio d'Olanda 1984 è stata la tredicesima gara del campionato di Formula 1 del 1984. Si è corso domenica 26 agosto sul Circuito di Zandvoort. La gara è stata vinta dal francese Alain Prost su McLaren-TAG Porsche;  per il vincitore si trattò del quattordicesimo successo nel mondiale. Ha preceduto sul traguardo il compagno di scuderia,  l'austriaco Niki Lauda e il britannico Nigel Mansell su Lotus-Renault. Grazie a questi risultati la McLaren vinse il campionato mondiale costruttori di Formula 1 per la seconda volta, dopo il titolo vinto nel 1974.

## Vigilia

### Sviluppi futuri
L'Alfa Romeo confermò la sua coppia di piloti, Riccardo Patrese ed Eddie Cheever, anche per la stagione 1985. Niki Lauda concluse un accordo, solo verbale, con la Renault, per passare alla casa francese, dalla stagione successiva. Venne prospettata l'ipotesi che la Scuderia Ferrari, dal 1985, potesse abbandonare la fornitura degli pneumatici da parte della Goodyear per tornare, dopo 30 anni, all'utilizzo di gomme Pirelli.

### Analisi per il campionato costruttori
La McLaren comandava il campionato riservato ai costruttori con 52 punti di vantaggio sulla Scuderia Ferrari (ciò prima della redistribuzione dei punti dovuta alla squalifica della Tyrrell e successiva riscrittura delle classifiche dei gran premi). La scuderia britannica, che non vinceva il titolo dei costruttori dal 1974, avrebbe vinto il suo secondo titolo se avesse conquistato almeno 6 punti di meno di quanto ottenuto dalla Ferrari nella gara di Zandvoort.

### Aspetti tecnici
Visto che il gran premio si teneva una sola settimana dopo la gara in Austria non vi furono grosse modifiche tecniche sulle monoposto. L'Alfa Romeo decise di non utilizzare l'iniezione elettronica, dopo l'esordio nella gara precedente, mentre la Scuderia Ferrari mise a disposizione dei suoi piloti ancora quattro vetture, due a passo corto e due a passo più lungo.

### Aspetti sportivi
La scuderia tedesca ATS presentò nuovamente una sola vettura, per Manfred Winkelhock, lasciando così a casa Gerhard Berger, che aveva fatto il suo esordio nella gara precedente. La scuderia britannica Spirit dipinse in arancione la sua monoposto, in onore del pilota Huub Rothengatter, che disputava la sua gara di casa. La Toleman proseguì a impiegare una sola monoposto, mentre venne ipotizzato l'ingaggio di una seconda monoposto dal Gran Premio d'Italia, affidata a Stefan Johansson, per ora impiegato alla Tyrrell, che continuava a partecipare al mondiale sub judice.
Nelle prove libere tenute sul tracciato a fine luglio, il miglior tempo venne fatto segnare da Keke Rosberg, su Williams-Honda, con 1'15"71, davanti a Elio De Angelis e Riccardo Patrese.

## Qualifiche

### Resoconto
Nelson Piquet fu il più rapido al venerdì, in 1'13"872 (nuovo record del tracciato), davanti a Elio De Angelis (staccato di circa due decimi) e Alain Prost (staccato di oltre un secondo dal tempo del brasiliano). Tra i primi dieci tempi, ben 6 erano colti da vetture gommate dalla Goodyear. L'altro pilota della McLaren, Niki Lauda, leader del campionato, chiuse solo col sesto tempo. Le due McLaren soffrivano per un problema tecnico legato al limitatore dei giri del motore, che funzionava in maniera errata. Alla Renault Patrick Tambay dovette utilizzare il muletto, dopo la rottura del motore sulla vettura titolare. Alla Ferrari i piloti optarono per le vetture a passo lungo, ma con risultati deludenti.
Prost fu capace, al sabato, di conquistare la pole position, la tredicesima colta nel mondiale di F1. Il francese segnò 1'13"567, precedendo Piquet che, in un tentativo veloce, terminò in testa coda e distrusse la sua Brabham contro le barriere. De Angelis scalò terzo, limando a un solo decimo la distanza dal tempo di Piquet. Lauda non migliorò il sesto posto del venerdì, penalizzato anche dal traffico in pista, tanto che l'austriaco si lamentò molto per il comportamento di Keke Rosberg. Le Ferrari partirono con Alboreto in quinta fila e Arnoux in ottava. Il francese ruppe uno scambiatore di calore e non poté sfruttare a pieno la sessione. Alla gara vennero ammessi 27 piloti, in quanto la presenza delle due Tyrrell era sempre subjudice; questo permise anche a Huub Rothengatter, con l'ultimo tempo, a correre nel gran premio di casa.

### Risultati
I risultati delle qualifiche furono i seguenti:
| Pos | N° | Pilota             | Costruttore           | Tempo    | Griglia |
| --- | -- | ------------------ | --------------------- | -------- | ------- |
| 1   | 7  | Alain Prost        | McLaren-TAG Porsche   | 1'13"567 | 1       |
| 2   | 1  | Nelson Piquet      | Brabham-BMW           | 1'13"872 | 2       |
| 3   | 11 | Elio De Angelis    | Lotus-Renault         | 1'13"883 | 3       |
| 4   | 16 | Derek Warwick      | Renault               | 1'14"405 | 4       |
| 5   | 15 | Patrick Tambay     | Renault               | 1'14"566 | 5       |
| 6   | 8  | Niki Lauda         | McLaren-TAG Porsche   | 1'14"866 | 6       |
| 7   | 6  | Keke Rosberg       | Williams-Honda        | 1'15"117 | 7       |
| 8   | 5  | Jacques Laffite    | Williams-Honda        | 1'15"231 | 8       |
| 9   | 27 | Michele Alboreto   | Ferrari               | 1'15"264 | 9       |
| 10  | 2  | Teo Fabi           | Brabham-BMW           | 1'15"338 | 10      |
| 11  | 18 | Thierry Boutsen    | Arrows-BMW            | 1'15"735 | 11      |
| 12  | 12 | Nigel Mansell      | Lotus-Renault         | 1'15"811 | 12      |
| 13  | 19 | Ayrton Senna       | Toleman-Hart          | 1'15"960 | 13      |
| 14  | 26 | Andrea De Cesaris  | Ligier-Renault        | 1'16"070 | 14      |
| 15  | 28 | René Arnoux        | Ferrari               | 1'16"121 | 15      |
| 16  | 14 | Manfred Winkelhock | ATS-BMW               | 1'16"450 | 16      |
| 17  | 23 | Eddie Cheever      | Alfa Romeo            | 1'16"991 | 17      |
| 18  | 22 | Riccardo Patrese   | Alfa Romeo            | 1'17"124 | 18      |
| 19  | 17 | Marc Surer         | Arrows-BMW            | 1'17"368 | 17      |
| 20  | 25 | François Hesnault  | Ligier-Renault        | 1'17"905 | 20      |
| 21  | 24 | Piercarlo Ghinzani | Osella-Alfa Romeo     | 1'19"454 | 21      |
| 22  | 10 | Jonathan Palmer    | RAM-Hart              | 1'19"598 | 22      |
| 23  | 30 | Jo Gartner         | Osella-Alfa Romeo     | 1'20"017 | 23      |
| 24  | 4  | Stefan Bellof      | Tyrrell-Ford Cosworth | 1'20"092 | 24      |
| 25  | 3  | Stefan Johansson   | Tyrrell-Ford Cosworth | 1'20"236 | 25      |
| 26  | 9  | Philippe Alliot    | RAM-Hart              | 1'20"270 | 26      |
| NQ  | 21 | Huub Rothengatter  | Spirit-Hart           | 1'21"063 | 27      |

## Gara

### Resoconto
Sulla griglia ci furono gravi problemi per far partire la McLaren di Niki Lauda. La vettura dovette essere avviata a spinta dai meccanici a un minuto dal segnale del via. La manovra non sarebbe stata legale, ma nessuno sporse poi reclamo.
Al via Nelson Piquet fu più rapido di Alain Prost, passandolo alla prima curva. Seguivano Patrick Tambay, Elio De Angelis e Keke Rosberg. Al quarto giro Rosberg passò De Angelis. Il giro seguente il finlandese passò anche Tambay, che venne minacciato anche da De Angelis. Lauda, partito male, recuperò diverse posizioni, e già al quinto giro era settimo.
All'ottavo giro Lauda passò anche De Angelis, nello stesso giro del ritiro di Michele Alboreto, per una rottura del motore. L'austriaco, nel giro successivo, prese la posizione anche a Patrick Tambay. Al giro 11 terminò la gara del leader Piquet, che dovette ritirarsi per una perdita d'olio, avvenuta nei primi giri.
Si trovò al comando Alain Prost, che precedeva il suo compagno di team, Lauda, che aveva avuto la meglio anche su Keke Rosberg. Tambay era quarto, ancora minacciato da De Angelis. L'italiano cercò di sfruttare un doppiaggio per passare il pilota della Renault, al giro 19, ma Tambay si difese duramente. Al giro seguente il pilota della Lotus, nel tentativo di doppiare Manfred Winkelhock, arrivò al contatto con la monoposto del pilota tedesco, ma riuscì a restare in pista e proseguire la gara.
Al ventunesimo giro Jacques Laffite entrò nella zona punti, passando Derek Warwick. Al giro 24 il pilota della Williams subì la rottura del motore: la vettura sporcò con l'olio la pista. Sia Warwick che Winkelhock, arrivati poco dopo, scivolarono sulla pista e furono costretti all'abbandono.
Al giro 37 Tambay, quarto, si fermò per una sosta ai box, al fine di sostituire gli pneumatici. Ripartì nono. Entrò in zona punti René Arnoux, che però, nei giri seguenti, cedette la posizione a Teo Fabi e Patrick Tambay. Keke Rosberg, che aveva ridotto la pressione del suo turbo per risparmiare carburante, venne avvicinato da Elio De Angelis e Nigel Mansell, col britannico che attaccava continuamente il suo compagno di team. Al giro 52 Tambay passò Fabi.
Al cinquantaquattresimo giro Mansell riuscì, infine, a sorpassare De Angelis, proprio mentre stava sopraggiungendo Prost, pronto a doppiare le due Lotus. Ancora un giro, e sempre alla prima curva, il britannico ebbe la meglio anche su Rosberg. Prost, nel tentativo di doppiare il finnico, rischiò di andare in testacoda, ma salvò la sua monoposto. Poco dopo Fabi riprese la sesta piazza a Tambay, che aveva problemi col cambio.
Al giro 61 Arnoux, che era ottavo, decise di rientrare ai box, per cambiare gli pneumatici. La manovra sorprese Thierry Boutsen, che era alle spalle del ferrarista: l'Arrows del belga colpì la parte posteriore della vettura di Arnoux, decollò in aria, ricadendo sulle ruote, a bordo della pista. Arnoux, invece, poté proseguire la gara, fece segnare il giro veloce, dodicesimo e ultimo nella sua carriera nel mondiale di F1, prima di ritirarsi con un problema all'accensione. Al giro 70 si fermò anche Keke Rosberg, senza benzina.
Alain Prost conquistò la sua quattordicesima vittoria, davanti a Niki Lauda, e Nigel Mansell, al primo podio stagionale. Grazie a questi risultati la McLaren si aggiudicò il campionato mondiale costruttori di Formula 1. Fu la nona vittoria stagionale per la casa britannica, che così batté il record di vittorie in una stagione, che apparteneva alla Lotus, nel 1978.

### Risultati
I risultati del gran premio furono i seguenti:
| Pos | Nº | Pilota             | Costruttore           | Giri | Tempo/Ritiro        | Pos. Griglia | Punti |
| --- | -- | ------------------ | --------------------- | ---- | ------------------- | ------------ | ----- |
| 1   | 7  | Alain Prost        | McLaren-TAG Porsche   | 71   | 1h37'21"468         | 1            | 9     |
| 2   | 8  | Niki Lauda         | McLaren-TAG Porsche   | 71   | + 10"283            | 6            | 6     |
| 3   | 12 | Nigel Mansell      | Lotus-Renault         | 71   | + 1'19"544          | 12           | 4     |
| 4   | 11 | Elio De Angelis    | Lotus-Renault         | 70   | + 1 giro            | 3            | 3     |
| 5   | 2  | Teo Fabi           | Brabham-BMW           | 70   | + 1 giro            | 10           | 2     |
| 6   | 15 | Patrick Tambay     | Renault               | 70   | + 1 giro            | 5            | 1     |
| 7   | 25 | François Hesnault  | Ligier-Renault        | 69   | + 2 giri            | 20           |       |
| SQ  | 3  | Stefan Johansson   | Tyrrell-Ford Cosworth | 69   | Squalificato        | 25           |       |
| SQ  | 4  | Stefan Bellof      | Tyrrell-Ford Cosworth | 69   | Squalificato        | 24           |       |
| 8   | 6  | Keke Rosberg       | Williams-Honda        | 68   | Mancanza di benzina | 7            |       |
| 9   | 10 | Jonathan Palmer    | RAM-Hart              | 67   | + 4 giri            | 22           |       |
| 10  | 9  | Philippe Alliot    | RAM-Hart              | 67   | + 4 giri            | 26           |       |
| 11  | 28 | René Arnoux        | Ferrari               | 66   | Problemi elettrici  | 15           |       |
| 12  | 30 | Jo Gartner         | Osella-Alfa Romeo     | 66   | + 5 giri            | 23           |       |
| 13  | 23 | Eddie Cheever      | Alfa Romeo            | 65   | Mancanza di benzina | 17           |       |
| Rit | 18 | Thierry Boutsen    | Arrows-BMW            | 59   | Incidente           | 11           |       |
| Rit | 21 | Huub Rothengatter  | Spirit-Hart           | 53   | Acceleratore        | 27           |       |
| Rit | 22 | Riccardo Patrese   | Alfa Romeo            | 51   | Motore              | 18           |       |
| Rit | 26 | Andrea De Cesaris  | Ligier-Renault        | 31   | Motore              | 14           |       |
| Rit | 5  | Jacques Laffite    | Williams-Honda        | 23   | Motore              | 8            |       |
| Rit | 16 | Derek Warwick      | Renault               | 23   | Testacoda           | 4            |       |
| Rit | 14 | Manfred Winkelhock | ATS-BMW               | 22   | Testacoda           | 16           |       |
| Rit | 19 | Ayrton Senna       | Toleman-Hart          | 19   | Motore              | 13           |       |
| Rit | 17 | Marc Surer         | Arrows-BMW            | 17   | Ruota               | 19           |       |
| Rit | 1  | Nelson Piquet      | Brabham-BMW           | 10   | Pressione dell'olio | 2            |       |
| Rit | 24 | Piercarlo Ghinzani | Osella-Alfa Romeo     | 8    | Pompa della benzina | 21           |       |
| Rit | 27 | Michele Alboreto   | Ferrari               | 7    | Motore              | 9            |       |

## Classifiche

### Piloti
| Pos. | Pilota             | Punti |
| ---- | ------------------ | ----- |
| 1    | Niki Lauda         | 54    |
| 2    | Alain Prost        | 53,5  |
| 3    | Elio De Angelis    | 32    |
| 4    | René Arnoux        | 25    |
| 5    | Nelson Piquet      | 24    |
| 6    | Derek Warwick      | 23    |
| 7    | Keke Rosberg       | 20,5  |
| 8    | Michele Alboreto   | 15,5  |
| 9    | Nigel Mansell      | 13    |
| 10   | Patrick Tambay     | 11    |
| 11   | Ayrton Senna       | 9     |
| 12   | Teo Fabi           | 9     |
| 13   | Jacques Laffite    | 5     |
| 14   | Thierry Boutsen    | 5     |
| 15   | Eddie Cheever      | 3     |
| 16   | Riccardo Patrese   | 3     |
| 17   | Andrea De Cesaris  | 3     |
| 18   | Piercarlo Ghinzani | 2     |
| 19   | Marc Surer         | 1     |

### Costruttori
| Pos. | Team                 | Punti |
| ---- | -------------------- | ----- |
| 1    | McLaren-TAG Porsche  | 107,5 |
| 2    | Lotus-Renault        | 45    |
| 3    | Ferrari              | 40,5  |
| 4    | Renault              | 34    |
| 5    | Brabham-BMW          | 33    |
| 6    | Williams-Honda       | 25,5  |
| 7    | Toleman-Hart         | 9     |
| 8    | Alfa Romeo           | 6     |
| 9    | Ligier-Renault       | 3     |
| 10   | Arrows-Ford Cosworth | 3     |
| 11   | Arrows-BMW           | 3     |
| 12   | Osella-Alfa Romeo    | 2     |

## Decisioni della FIA
Al termine del GP di Detroit, le vetture della Tyrrell erano state sottoposte a verifica.
Il peso delle Tyrrell risultò regolare, ma i tecnici della federazione vollero controllare anche il serbatoio d'acqua delle vetture, all'interno del quale venne scoperto un liquido sconosciuto, nel quale galleggiavano dei pallini di piombo.
A seguito di ulteriori indagini, la Federazione scoprì che sulle vetture inglesi, durante la gara, veniva effettuato un rabbocco con questo liquido contenente pallini di piombo, che serviva per arricchire l'aria immessa sui tromboncini di aspirazione, al fine di ritardare la detonazione del motore, rendendo così possibile l'utilizzo di un maggior rapporto di compressione, ottenendo una maggiore potenza. In una riunione del 18 luglio 1984, la FISA decise di escludere la Tyrrell dalle rimanenti gare del campionato del mondo, e cancellò tutti i punti ottenuti fino al momento della squalifica. Venne deciso che i punti attribuiti ai piloti della scuderia britannica non sarebbero stati assegnati. Le vetture proseguirono a partecipare al campionato, fino al Gran Premio d'Olanda, ma la loro partecipazione fu sub judice. La squalifica della Tyrrell venne confermata dal Tribunale d'Appello della FISA, dopo una riunione del 29 agosto. La scuderia venne esclusa dai successivi gran premi.
Il 9 ottobre la FISA decise di rideterminare le classifiche di tutte le gare, fino a quel momento disputate, facendo scalare in graduatoria tutti i piloti classificatisi alle spalle dei piloti della Tyrrell. Ciò non portò a una redristibuzione dei punti, per questa gara, in quanto Stefan Johansson era giunto ottavo e Stefan Bellof era giunto nono, al di fuori della zona dei punti.